# Tanagura
Tanagura (棚倉町?) è una cittadina giapponese della prefettura di Fukushima.